# Ásquia Maomé I
Ásquia Maomé I, também conhecido como Maomé ibne Abi Becre Aturi (Muḥammad ibn Abī Bakr al-Turi), Ásquia, o Grande, Alhaje Maomé Ásquia ou Alhaje Ásquia Maomé (após realizar seu haje a Meca), foi imperador, comandante militar e reformador político do Império Songai de 1493, quando toma o trono, até 1528, quando foi destronado por seu filho Ásquia Muça (r. 1528–1531). Suas reformas permitiram ao império expandir-se consideravelmente no Sudão Ocidental e consolidar sua presença região.
Serviu como general e governador de Suni Ali (r. 1464–1492), pai de Suni Baru (r. 1492–1493). Em 1493, reuniu tropas e derrotou Suni Baru em combate, conseguindo então assumir a posição de rei com o título de ásquia. Durante seu reinado realizou várias expedições militares que expandiram as fronteiras do império e suprimiram revoltas, mas ficou mais conhecido por suas reformas administrativas que consolidaram o poder dos songais. Também fez várias jiades e nomeou cádis em consonância com sua nomeação como califa do Sudão Ocidental durante seu haje a Meca realizado entre 1496-1498. Em 1528, foi vítima de uma conspiração de seus filhos e ficou em exílio até 1538, quando retorna a Gao. Faleceu no mesmo ano e foi sepultado na capital.

## Vida

### Ascensão e haje

Império Songai sob a dinastia de Ásquia

Localização de Cairo e Meca em relação a Gao

Sua data e local de nascimento são incertas. Por muito tempo se pensou que era Sila (um clã dos tuculores do Senegal) ou Turé de origem soninquê, mas por evidência extraída da grafia em árabe utilizada por cronistas de Tombuctu no século XVIII (em árabe seu nome é Maomé Turi (Muḥammad al-Ṭūrī)), é provável que fosse de Futa Toro, no Senegal. Também se considera que fosse membro de uma família de tuculores que assentaram-se em Gao e o nome de seu clã talvez era Cam (Kan) ou Dialo (Dyallo). A tradição oral, por sua vez, julga que Mamar (a forma popular do nome Maomé) era um dos sobrinho do rei Suni Ali (r. 1464–1492) através de sua irmã Cassei ou Cassai (Kasey ou Kassaï), que teria engravidado de um gênio. J. O. Hunwick, concordando com a tradição oral, sugeriu que seu pai era soninquê e sua mãe era songai, talvez irmã de Suni Ali. Mesmo o nome de seu pai é incerto, com as fontes variadamente dando-lhe o nome de Abacar ou Arlum Sila.
Sob Suni Ali, Maomé serviu como general e tondifarma (governador da Rocha), uma província que estendeu-se através do Hombori Tondo ao sul do médio Níger. Com a morte do rei em 1492 durante uma campanha, seu filho Suni Baru foi aclamado rei em 21 de janeiro. Apesar disso, Suni Baru logo perdeu o apoio dos muçulmanos do império, que julgavam-o desviado na fé, e Maomé usou dessa dissidência para projetar-se ao trono. Tão cedo quanto fevereiro de 1493, Maomé fez sua primeira tentativa. Em 12 de abril de 1493, na Batalha de Anfao, apesar de numericamente inferiores, as formas de Maomé venceram. Ao derrotar seu inimigo, Maomé assumiu o título de ásquia para ridicularizar as filhas dos sunis que teriam lhe dito a si tya ("ele não será"). Ásquia tornou-se o nome da dinastia que ele fundou e o nome de seus líderes. As filhas dos sunis, por sua vez, designaram-o "Ásquia, o Usurpador".
Em outubro/novembro de 1496, nomeou seu primeiro incumbente, seu irmão Confari Omar, para reinar enquanto peregrinava (haje) a Meca. O cronista Mamude Cati que escreveria o Tarik al-Fattah acompanhou-o.[a] Para seu haje, Ásquia foi acompanhado de um exército de 800 cavaleiros e numerosos ulemás e levou uma soma de cerca de 300 000 dinares para suas despesas. Visitou o califa Almostancique no Cairo que proclamou-o califa de todo o Sudão, termo que à época designava vagamente vasta área na África subsaariana que compreendia Mali, Chade, noroeste da Nigéria e Níger; segundo sua leitura, J. O. Hunwick considerou que a nomeação foi para "governante das terras do Tacrur" e que foi representante do califa. Em Meca, o xarife Maomé tratou-o com muito respeito, dando-lhe turbante e espada e conferindo-lhe título de califa do Sudão Ocidental com direito a antigos grupos vassalos dos sunis; Maomé enviaria o xarife Alçacli como emissário ao Império Songai. A nomeação de Ásquia à posição de califa foi uma contestação do título califal do maí Ali Gaji (r. 1465–1497) do Império de Bornu recebido 10 anos antes e ao que parece Ásquia foi o único a contestá-lo abertamente; para J. O. Hunwick, o Ásquia buscava certamente reforçar sua posição no império e desafiar Bornu, a única grande potência da região.
Em seu retorno em 1497/1498, usou o título de Alhaje. Também deu cabo a uma série de jiades contra seus vizinhos não-muçulmanos e várias campanhas contra designadas para estabelecer a hegemonia songai e a autoridade de Ásquia como representante califal sobre Estados governados por muçulmanos a leste e oeste do núcleo do país criado por Suni Ali no vale do Médio Níger. Maomé Almaguili, ao encontrar-se com Ásquia após seu retorno para Gao, afirmou-lhe que jiades contra governantes muçulmanos opressivos eram legais e necessárias, bem como aquelas contra muçulmanos que falharam em abandonar costumes e crenças pagãs e aqueles que eram "negligentes" (mumaluns), isto é, que não juraram lealdade a nenhum emir.

### Expedições

Hauçalândia

Império do Mali

Rotas transaarianas do Saara Ocidental c. 1000-1500

A extensão do país sob ele é suposta. Abdal Sadi em sua História do Sudão do século XVII afirma que seu território, conquistado "por fogo e espada", se estendia a oeste até o oceano Atlântico, a noroeste às minas de sal de Tagaza (na fronteira setentrional do Mali), a sudoeste até Bendugu (Segu), a sudeste até Bussa e nordeste até Agadez; Josef W. Meri propôs que a Hauçalândia e os oásis do Saara estiveram sob sua autoridade, enquanto os editores no novo volume da Enciclopédia do Islã pensam ser controversa tal ideia de conquista. Para Jean Pierre Rouch, é certo que a influência songai durante o reinado de Ásquia era considerável e estendia-se para além dos limites descritos por Abdal Sadi, com todos os estados vizinhos, aliados ou inimigos, experimentando seu fermento civilizatório. Aliás, como resultado de suas guerras, conseguiu vastos territórios tributáveis e o controle das principais rotas do comércio transaariano, permitindo a prosperidade do Império Songai no século XVI. Para Alberto da Costa e Silva, seu controle do comércio deveu-se ao fato de ser senhor dos grandes empórios a oeste da Hauçalândia (Gao, Tombuctu, Jené, Ualata), das minas de sal de Tagaza (e depois de Taudeni) e dos depósitos de sal e de cobre de Teguida.
Em 1498, foi vitorioso sobre os mossis de Iatenga e levou para Gao uma multidão de escravos sem conseguir ocupar-lhes o território ou domá-los. Em 1499, atacou Agadez, onde estava assentado Maomé Talzi Tanete, sultão dos tuaregues e Air, de modo a acabar com os ataques tuaregues aos cáfilas que atravessaram o deserto e assumir controle de relevante ponto de encontro caravaneiro entre Gao, a Hauçalândia e Bornu, de um lado, e Trípoli e o Egito, do outro; Ásquia foi vitorioso, depondo o sultão e obrigando a cidade a pagar-lhe imposto. Pouco depois, os songais atacaram com sucesso os soninquês de Bagana e seus aliados, os fulas de Macina, garantindo-lhes controle da região entre Tombuctu e Jené. Em 1501, Diarra, vassala do Império do Mali, se submeteu, e em 1508, Gigam (no Senegal), outro vassalo de Mali, entregou-se a Songai. Por outro lado, em 1504 Ásquia foi derrotado pela cavalaria bariba e em 1505-1506 foi derrotado por Borgu (região hoje na fronteira do Níger e Nigéria), que permaneceu obstinado. Em 1512, o rei de Diarra, aceitando a suserania de Songai, pediu-lhe auxílio contra Tenguelá, senhor de Futa Jalom. O Ásquia atendeu ao pedido do rei de Diarra. Um enorme exército, sob o comando de seu irmão Omar, atravessou as terras áridas durante dois meses e, após vencer a sede, impôs-se ao inimigo. A fronteira oeste entre Songai e o Mali passou a ser o alto Senegal.
Após derrotar os tuaregues de Agadez, dirigiu sua atenção aos habitantes de Aquilu, que controlava Ualata, e derrotou-os com sua infantaria a cavalaria. Após ocupar a cidade, os tuaregues fugiram ao deserto e iniciaram ataques a Ualata. Cientes da incapacidade para lidar com as guerrilhas, os songais concordaram em partir em troca de compromisso de vassalagem e tributo. Os tuaregues do Air, das cercanias de Tombuctu e das proximidades de Ualata aceitaram a suserania dos ásquias como aliados e para selar o acordo, Ásquia deu uma filha em casamento ao maguecharencoi. Como consequência do acordo, os tuaregues confirmaram sua posição de intermediários comerciais nas rotas do deserto, enquanto aos songais era vantajoso o emprego da camelaria berbere para proteger as caravanas em vez de atacá-las. Com o controle dos grandes portos do comércio a distância — Gao, Tombuctu, Jené e Ualata — e a obtenção, bem ou mal, da aquietação dos tuaregues, ásquia orientou-se para leste, aos  domínios hauçás, a fim de disputar a Bornu o comércio de noz de cola e ouro e tudo o mais na Hauçalândia: produtos agrícolas, gado, escravaria e artesanato, sobretudo trabalhos de couro afamados no norte da África e até mesmo Europa, que aos mais finos chamou marroquim.
Para Leão Africano, na segunda década do século XVI, Ásquia atacou Catsina e reduziu a população à metade, tamanha a múltidão de escravos que dali retirou. Então voltou-se para Zária e Cano que se dobrou à paz após prolongado cerco. O sarqui ofereceu uma de suas filhas por esposa ao ásquia, bem como um terço das rendas do estado. Fechou-se o trato, e os songais, após deixarem em Cano coletores de impostos, rumaram para Gobir, onde o rei foi morto e seus netos foram castrados para servir como eunucos. A maior parte da população de Gobir foi escravizada e o restante sofreu o peso dos tributos; as afirmações de Leão Africano são hoje descartadas pela inexistência de menção a qualquer referência sob os ataques na Crônica de Cano, nas tradições hauçás e nem noutras fontes. Entre 1515 e 1517, Ásquia teve que submeter novamente Agadez, impondo-lhe desta feita uma guarnição e talvez um administrador songai.
Cunta Quenta de Quebi, um Estado situado entre os territórios songais e a Hauçalândia a oeste das quedas do Socoto, era aliado de Ásquia nessas expedições. Desgostoso com a parcela que lhe coubera da pilhagem de Agadez, rompeu os laços com os songais. Protegido por alagadiços, Cunta conseguiu afirmar sua independência ao combate efetivo às tropas do Ásquia e conseguiu transformar o país num estado-tampão entre o Império Songai e a Hauçalândia, protegendo o primeiro da segunda, mas sem impedir que as cidades hauçás começassem gradualmente a cair na órbita de Bornu.

### Reformas

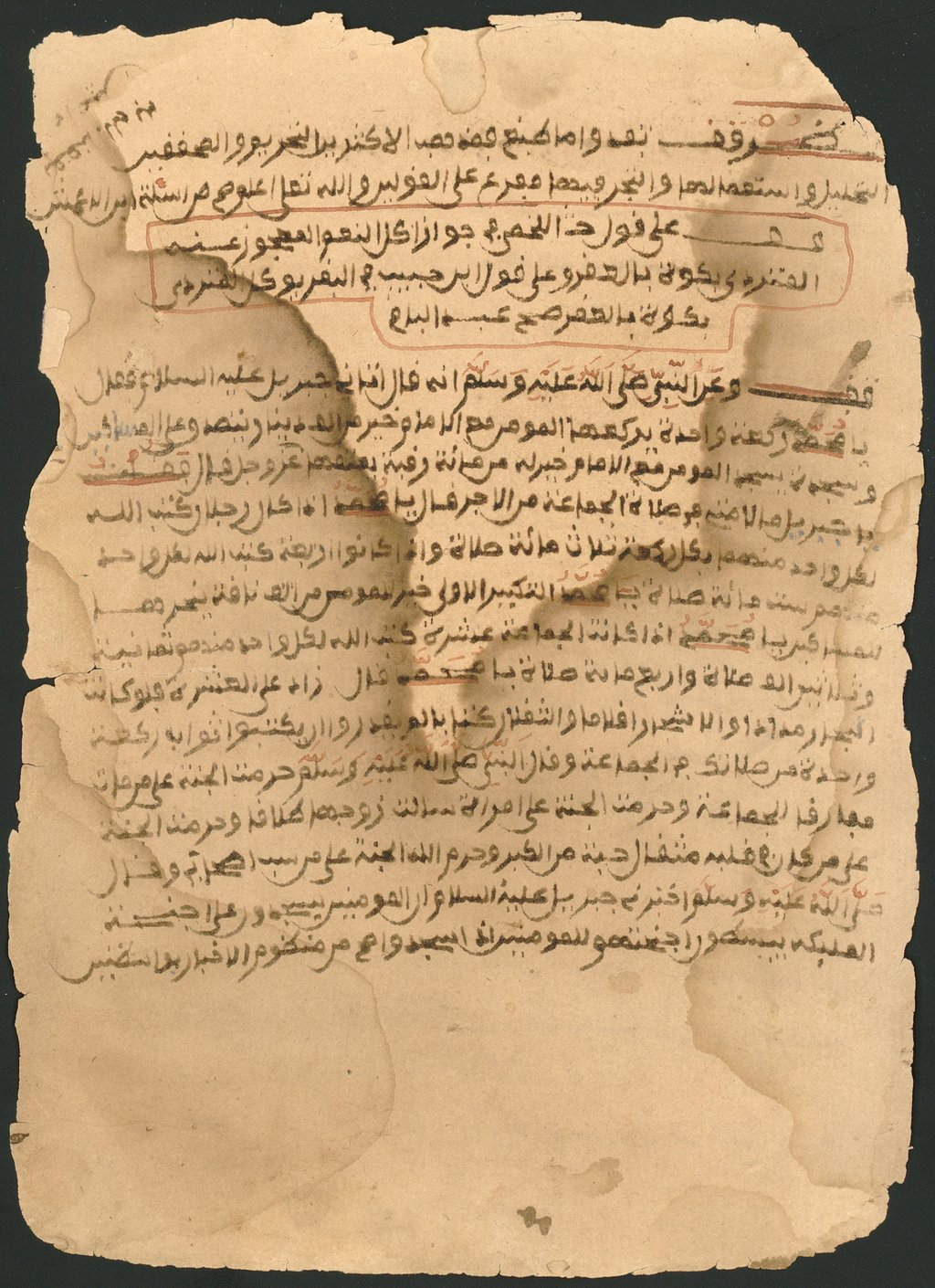
Manuscrito com as perguntas de Ásquia e respostas de Almaguili

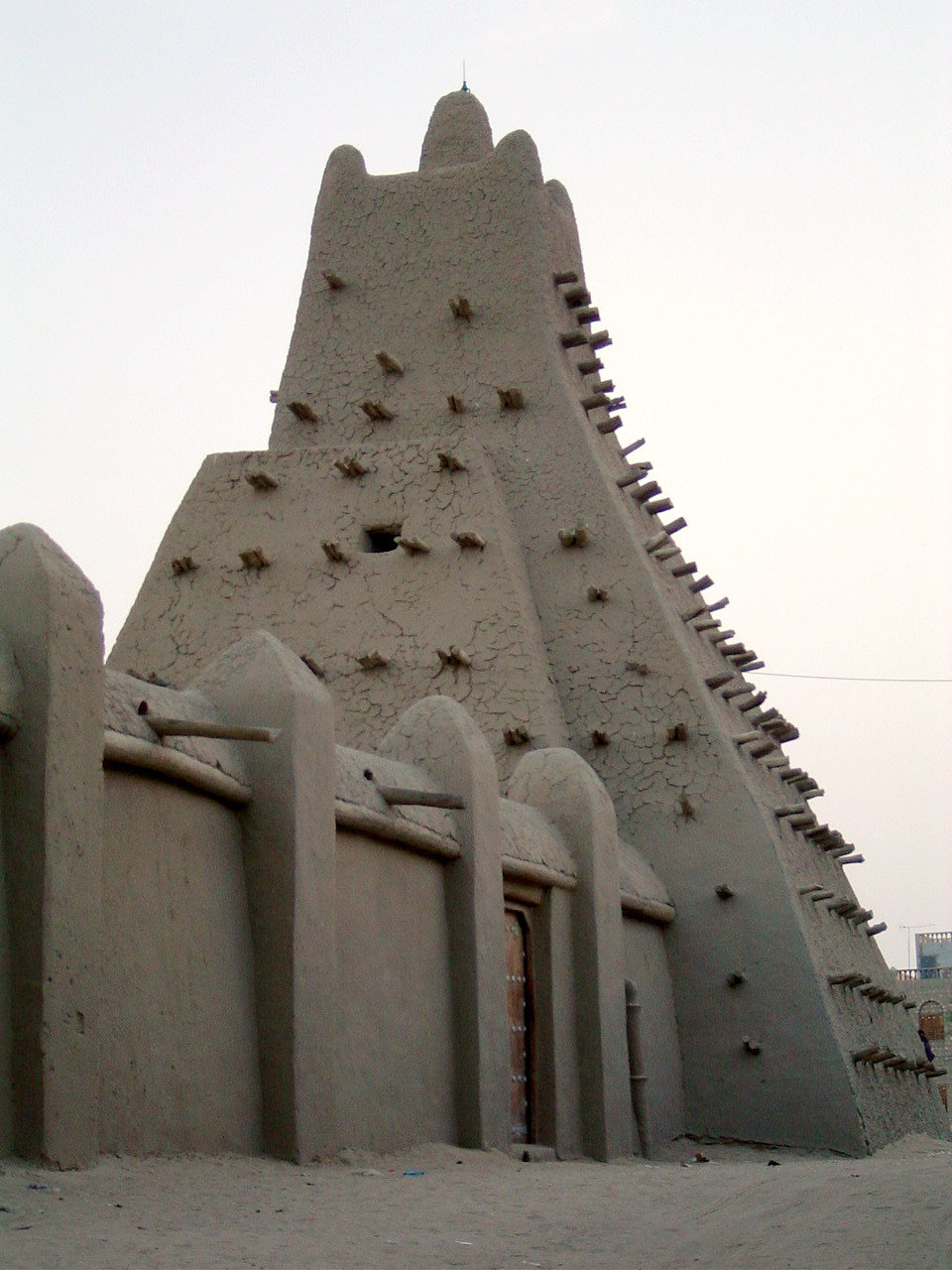
Madraça de Sancoré

Diferente do guerreiro Suni Ali, Ásquia era estadista. Se baseando em antigas estruturas administrativas do Mali, iniciou o processo de departamentalização do governo em unidades fiscal, militar, administrativa e judicial ao criar as posições de ministro de finança, justiça, interior, protocolo, agricultura, águas e florestas e das "tribos da raça branca" (mouros e tuaregues), que eram vassalos dos songais e forneciam esquadrões de tropas montadas em dromedários; os ofícios eram preenchidos por seus irmãos, filhos e primos e indivíduos árabes em detrimento de songais. Dividiu o país em províncias sob governadores e nomeou governadores especiais às cidades de Tombuctu, Jené, Macina e Tagaza. As províncias eram agrupadas em regiões, administradas por governadores regionais auxiliados pelos ministros; nas províncias ocidentais, criou o ofício de canfari (kanfari), cujo ocupante, sediado em Tindarma perto do lago Fati, parece ter sido vice-rei de todo a metade ocidental do império; também havia outros governadores como o dendifari, o governador do sudeste. Ele e seus sucessores distribuíram concessões à maneira dos mamelucos; criaram feudos (ictas) nas terras (carajes) arrancadas dos não muçulmanos; e em vez de dar aos seus favoritos – os servos – as terras que não eram cedíveis ou sua propriedade, outorgaram‑lhes o usufruto dos direitos, assim como taxas e ganhos pagáveis ao Estado.
O centro da burocracia foi o Ásquia, que era assistido por um grupo de conselheiros. Na corte real, o suntuoso cerimonial em torno do ásquia era administrado por oficial chamado hugucoreicoi (hugu-korei-koi), um administrador com influência política substancial e poder militar. Um uanadu (wanadu) ou porta-voz do rei transmitia a palavra do rei às audiências régias, enquanto altos secretários, comumente do Marrocos, supervisionavam a chancelaria real. Ásquia introduziu um sistema de impostos no qual cada cidade ou distrito tinha seu próprio coletor de impostos de nome farimondio (lit. "chefe dos campos"). Idem usou a perícia dos estudiosos de Tombuctu em assuntos do Estado. Durante os longos períodos que permaneceu estacionado na capital Gao (1502-1504 e 1506-1507), ocupou-se com a reforma do sistema de dízimos e impostos, a regulação da agricultura e pesca e o recrutamento e treino de administradores e governadores.
Um exército e frota de canoas de guerra fixas (Junde Songai) foi estabelecido e dirigido por comandantes regionais assistidos por oficiais que organizavam o transporte militar por barco no Níger; um deles chamava-se hicoi (hi-koi, lit. "comandante das canoas"). Outrossim, um regimento de eunucos a cavalo foi instituído. Deles, contaram-se 2 000 numa só campanha, segundo uma crônica do Quinhentos, ou 4 000 conforme outra. No primeiro desses textos, diz-se que o rei, em suas audiências das sextas-feiras, era seguido por 700 eunucos. Alberto da Costa e Silva concluiu que caso os valores estiverem corretos, "a escravaria castrada devia formar, em Songai, uma pequena multidão, pois mais numerosos do que os guardas de honra do rei seriam, com certeza, os encarregados dos haréns."
Como crente fiel, Ásquia tomou como conselheiro o reformador marroquino Maomé Almaguili que ajudou-o a tomar as propriedades dos descendentes dos derrotados sunis e os grupos vassalos que não se converteram ao islamismo. Por seu grande interesse pelo sistema legal islâmico, perguntou várias perguntas sobre teologia islâmica a Almaguili; as respostas, que circularam no Império Songai sob seus auspícios, tiveram grande influência na revolução de Otomão dã Fodio (r. 1803–1815). Sob Ásquia e sucessores, as religiões autóctones do Sudão que fizeram o islamismo songai esotérico sob os sunis perderam força e a religião songai converteu-se em islamismo estatal cujo código civil era o Alcorão e cuja escrita oficial era o árabe. Apesar disso, a influência dessa nova visão islâmica teve impacto sobretudo nos centros urbanos, com as religiões locais continuando a existir em outras zonas. Ele dedicou muito tempo treinando cádis (juízes) para interpretar a lei; Mamude ibne Omar ibne Mamude Acite, o cádi de Tombuctu em 1498-1499, foi um de seus nomeados. Em data desconhecida, Ásquia construiu a Mesquita de Sidi Iáia.
Jené e Ualata reergueram como grandes centros de erudição e religião e Tombuctu ganhou fama de centro intelectual, competindo com outros centros no mundo islâmico; Sancoré atraiu pessoas de várias partes do mundo que iam estudar várias ciências (língua, política, medicina, Alcorão); emissários da Europa foram a Sancoré para ver suas bibliotecas com manuscritos consultados por matemáticos, astrônomos, médicos e juristas. Patrocinou estudiosos locais com seu tesouro e elevou a inteligência muçulmana na classe feudal ao dar-lhes terras. Introduziu sistema de pesos e medidas uniforme que beneficiaria o comércio e reformou a moeda, permitindo uma homogenização. A casta artesã herdada do Mali foi mantida e o trabalho escravo foi essencial à agricultura; o trabalho escravo era dirigido por fanfas, os oficiais escravos que administravam as propriedades agriculturáveis reais. Exportava ouro, noz de cola e escravos do mesmo modo que importava cerâmica exótica, têxteis, cavalos, sal e bens de luxo trazidos por mercadores da Ásia, Oriente Médio e Europa. O careifarma (karey-farma) dirigia as relações comerciais entre o império e árabes e berberes. Ele também concluiu o grande canal ao longo do Níger.

### Últimos anos

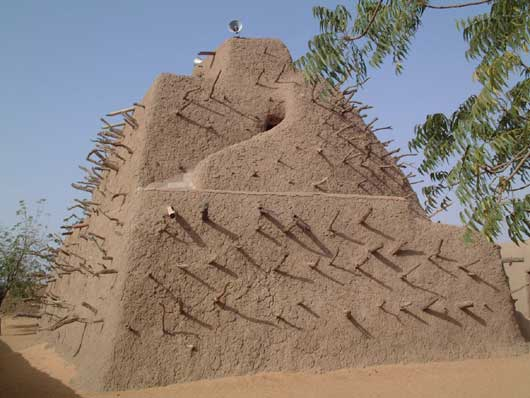
Túmulo de Ásquia em Gao, Mali

O reinado de Ásquia não terminou bem. Confrontando suas ideias de tornar-se o governante único de um Sudão islamizado, seus filhos disputaram por seus espólios. Após a morte de seu comandante-em-chefe e irmão Canfari Omar em 1519, Ásquia não estava mais seguro nem mesmo na capital, e os songais pareciam-lhe "tão tortos quanto o curso do rio Níger". Amargurado e meio cego, o já idoso Ásquia tinha apenas seu amigo e conselheiro Ali Folem. Em 1528/1529, seu filho mais velho Muça conspirou contra ele e matou seu novo general-em-chefe Iáia, outro de seus irmãos, que havia permanecido leal. Muça depôs o pai e tomou o nome de Ásquia Muça. Permaneceu no comando por três anos, quando foi assassinado por um de seus irmãos, que baniu seu pai para uma ilha no rio Níger, descrita como "infestada com mosquitos e sapos". De 1528 a 1537, já cego, testemunhou a disputa mortífera de seus descendentes. Em 1537, seu terceiro sucessor, seu filho Ásquia Ismael, reconvocou-o para Gao. Para recompensá-lo, Maomé deu-lhe seu turbante verde e espada califal recebidos em seu haje. Em 1538, durante um período de calmaria, faleceu e foi sepultado em Gao no chamado Túmulo de Ásquia, uma pirâmide de terra encimada por pontas de madeira. Sua tumba é uma das mesquitas mais veneradas de toda a África Ocidental.

## Avaliação
| “ | Ásquia, o Grande, fez de Tombuctu um dos maiores centros de aprendizado e comércio do mundo. O brilho da cidade era tal que ainda brilha na imaginação depois de três séculos, como uma estrela que, embora morta, continua a enviar sua luz para nós. Tal foi o seu esplendor que, apesar de suas muitas vicissitudes após a morte de Ásquia, a vitalidade de Tombuctu não se extingue. | ” |
|   | — Félix Dubois, Tombuctu, a Misteriosa. |   |

Josef W. Meri considerou que os programas de conquista, centralização e estandardização promovidos por Ásquia Maomé foram os mais ambiciosos e de amplo alcance na história subsaariana até a colonização do continente pelos europeus. Jean Pierre Rouch julgou que o único erro de Ásquia como estadista foi sua imposição  do islamismo como religião oficial dos nobres, uma vez que essa fé estrangeira seria a justificativa à póstuma conquista do Império Songai pelo Sultanato Saadiano do Marrocos. Além disso, para ele, vários séculos após sua morte, pequenos Estados africanos e líderes vizinhos toaram o Império Songai e Ásquia como modelo. Ainda hoje, segundo a tradição oral, Ásquia aparece como gênio que se assemelha a seu pai ou aqueles com quem, por um presente especial, pôde consultar durante sua peregrinação a Meca. Para J. O. Hunwick, a ascensão de Ásquia representou uma vitória sobre as populações não-songais mais profundamente islamizadas recém-conquistadas por Suni Ali que habitavam a região ocidental do Médio Níger. Ademais, estudiosos e homens sagrados tiveram favor sob seu governo ao contrário da perseguição sofrida sob os sunis.